# 穆瓦夫尔河畔圣让
穆瓦夫尔河畔圣让（法語：Saint-Jean-sur-Moivre，法語發音：[sɛ̃ ʒɑ̃ syʁ mwavʁ]）是法国马恩省的一个市镇，属于香槟沙隆区。

## 地理
穆瓦夫尔河畔圣让（48°54'14"N, 4°35'0"E）面积15.07 平方千米，位于法国大東部大區马恩省，该省份为法国东北部内陆省份，北起阿登省，西北接埃纳省，西南接塞纳-马恩省，南至奥布省，东南接上马恩省，东临默兹省。
与穆瓦夫尔河畔圣让接壤的市镇（或旧市镇、城区）包括：库佩维尔、穆瓦夫尔河畔当皮埃尔、马尔松、菲永河畔圣阿芒。

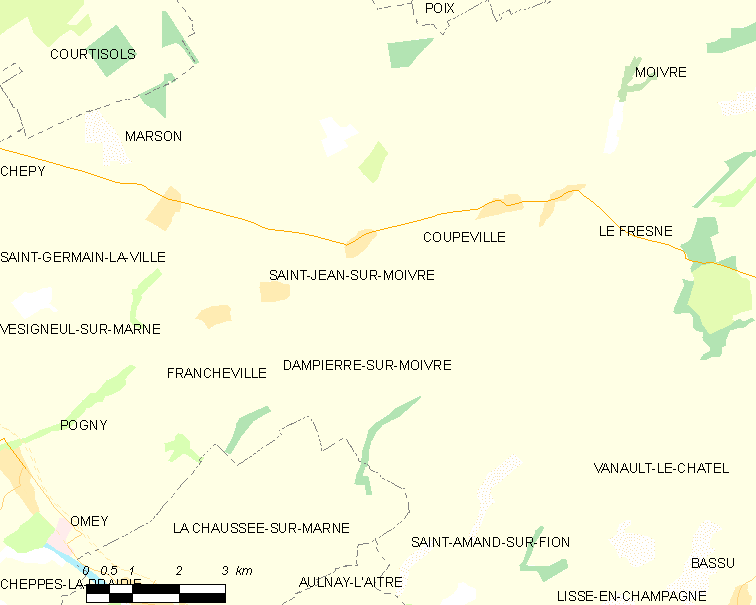
穆瓦夫尔河畔圣让的OSM定位图

穆瓦夫尔河畔圣让的时区为UTC+01:00、UTC+02:00（夏令时）。

## 行政
穆瓦夫尔河畔圣让的邮政编码为51240，INSEE市镇编码为51490。

## 政治
穆瓦夫尔河畔圣让所属的省级选区为香槟沙隆第三县。

## 人口

1962-2008年间穆瓦夫尔河畔圣让人口变化图示

穆瓦夫尔河畔圣让于2022年1月1日时的人口数量为200人。